# Simone Schilder
Simone Schilder (7 april 1967) is een Nederlands tennisspeelster.

## Loopbaan
Als vijftienjarige won Schilder in 1982 de Fenny de Soet-ten Bosch Beker (Nederlands kampioenschap voor meisjes tot en met achttien jaar). Zij nam deel aan de Olympische Spelen van 1984 in Los Angeles, waar tennis een demonstratiesport was – zij verloor met 4–6, 2–6 van de Amerikaanse Andrea Leand. In datzelfde jaar won zij ook het meisjesdubbelspeltoernooi van Roland Garros, samen met landgenote Digna Ketelaar. Samen met landgenote Carin Bakkum bereikte Schilder twee keer de finale van een WTA-dubbelspeltoernooi: in 1988 in Guarujá (Brazilië) en in 1989 in Brussel.

## Posities op deWTA-ranglijst
Positie per einde seizoen:
| jaar | rang enkelspel | rang dubbelspel |
| ---- | -------------- | --------------- |
| 1992 | 614            | –               |
| 1991 | 189            | 190             |
| 1990 | 393            | 167             |
| 1989 | 282            | 92              |
| 1988 | 187            | 90              |
| 1987 | 257            | 127             |
| 1986 | 273            | 262             |

## Palmares
| Legenda                |
| ---------------------- |
| Grandslamtoernooi      |
| Olympische Spelen      |
| Year-End Championships |
| Tier I                 |
| Tier II                |
| Tier III               |
| Tier IV & V            |

### WTA-finaleplaatsen enkelspel
geen

### WTA-finaleplaatsen vrouwendubbelspel
| nr.              | finale     | toernooi    | ondergrond | partner      | tegenstandsters              | score    |         |
| ---------------- | ---------- | ----------- | ---------- | ------------ | ---------------------------- | -------- | ------- |
| gewonnen finales |            |             |            |              |                              |          |         |
| geen             |            |             |            |              |                              |          |         |
| verloren finales |            |             |            |              |                              |          |         |
| 1.               | 1988-11-13 | WTA Guarujá | hardcourt  | Carin Bakkum | Bettina Fulco Mercedes Paz   | 3-6, 4-6 | details |
| 1.               | 1989-07-23 | WTA Brussel | gravel     | Carin Bakkum | Manon Bollegraf Mercedes Paz | 1-6, 2-6 | details |

## Resultaten grandslamtoernooien
| Legenda | Legenda                          |
| ------- | -------------------------------- |
| g.t.    | geen toernooi gehouden           |
| l.c.    | lagere categorie                 |
| –       | niet deelgenomen                 |
| G       | uitgeschakeld in de groepsfase   |
| 1R      | uitgeschakeld in de eerste ronde |
| 2R      | uitgeschakeld in de tweede ronde |
| 3R      | uitgeschakeld in de derde ronde  |
| 4R      | uitgeschakeld in de vierde ronde |
| KF      | uitgeschakeld in de kwartfinale  |
| HF      | uitgeschakeld in de halve finale |
| F       | de finale verloren               |
| W       | het toernooi gewonnen            |
| w-v     | winst/verlies-balans             |

### Enkelspel
| Toernooi        | 1989 |
| --------------- | ---- |
| Australian Open | 1R   |
| Roland Garros   | –    |
| Wimbledon       | –    |
| US Open         | –    |

### Vrouwendubbelspel
| Toernooi        | 1988 |    | 1990 |
| --------------- | ---- | -- | ---- |
| Australian Open | –    | –  |      |
| Roland Garros   | 1R   | 1R |      |
| Wimbledon       | –    | –  |      |
| US Open         | –    | –  |      |